# Список дипломатических представительств Организации освобождения Палестины
Организация освобождения Палестины была признана единственным законным представителем палестинского народа резолюцией ГА ООН в октябре 1974 года. Некоторые страны, не признающие Государство Палестина в настоящее время, однако убеждённые в том, что такое государство должно быть создано в будущем, имеют дипломатические отношения с Организацией освобождения Палестины (одним из самых важных примеров являются США, предоставившие палестинскому представительству статус дипломатического летом 2010 года).
Большинство из них установило отношения на уровне послов-представителей после подписания соглашений в Осло, хотя некоторые имели дипломатические отношения с ООП задолго до этого. Например в СССР уже с 1974 года существовало представительство Организации освобождения Палестины (ООП), которое в 1981 году получило статус дипломатического.

Карта дипломатических представительств ООП в мире. Дипломатические представительства обозначены светло-зеленым цветом, представительства-нерезиденты — голубым

## Список дипломатических миссий ООП за рубежом
|                | Европа                                                                     |
| Страна         | Представительство                                                          |
| Австрия        | - Вена (Дипломатическая миссия)                                            |
| Бельгия        | - Брюссель (Дипломатическая миссия)                                        |
| Великобритания | - Лондон (Дипломатическая миссия)                                          |
| Германия       | - Берлин (Дипломатическая миссия)                                          |
| Греция         | - Афины (Дипломатическая миссия)                                           |
| Дания          | - Копенгаген (Посольство Палестины)                                        |
| Ирландия       | - Дублин (Посольство Палестины)[                                           |
| Испания        | - Мадрид (Дипломатическая миссия)                                          |
| Италия         | - Рим (Дипломатическая миссия)                                             |
| Латвия         | - Хельсинки (Финляндия) (Дипломатическая миссия, представитель-нерезидент) |
| Литва          | - Хельсинки (Финляндия) (Дипломатическая миссия, представитель-нерезидент) |
| Люксембург     | - Брюссель (Бельгия) (Дипломатическая миссия, представитель-нерезидент)    |
| Нидерланды     | - Гаага (Генеральная делегация)                                            |
| Норвегия       | - Осло (Посольство Палестины)                                              |
| Португалия     | - Лиссабон (Дипломатическая миссия)                                        |
| Словения       | - Рим (Италия) (Дипломатическая миссия, представитель-нерезидент)          |
| Финляндия      | - Хельсинки (Посольство Палестины)/                                        |
| Франция        | - Париж (Дипломатическая миссия)                                           |
| Швейцария      | - Женева (Генеральная делегация)                                           |
| Эстония        | - Хельсинки (Финляндия) (Дипломатическая миссия, представитель-нерезидент) |
|                | Азия                                                                       |
| Страна         | Представительство                                                          |
| Япония         | - Токио (Генеральная миссия)                                               |
|                | Северная Америка                                                           |
| Страна         | Представительство                                                          |
| Канада         | - Оттава (Генеральная делегация)                                           |
| Мексика        | - Мехико (Специальная делегация)                                           |
| США            | - Вашингтон (Генеральная делегация)                                        |
|                | Австралия и Океания                                                        |
| Страна         | Представительство                                                          |
| Австралия      | - Канберра (Генеральная делегация)                                         |
| Новая Зеландия | - Канберра (Австралия) (Генеральная делегация, представитель-нерезидент)   |

## Список дипломатических миссий Палестинской национальной администрации в других частично признанных государствах
|                   | Европа            |
| Страна            | Представительство |
| Мальтийский орден | - — (Посольство)  |

1. ↑  В сентябре 2011 года установлены отношения на уровне послов[61][62]

## Представительства ПНА в международных организациях
- Европейский союз (Брюссель) (Дипломатическая миссия)[11][63]